# Campeonato Mundial de Biatlón de 2004
El XL Campeonato Mundial de Biatlón se celebró en la localidad de Oberhof (Alemania) entre el 7 y el 15 de febrero de 2004 bajo la organización de la Unión Internacional de Biatlón (IBU).

## Resultados

### Masculino
| Evento                        | Oro                                                                           | Plata                                                                                       | Bronce                                                                          |
| ----------------------------- | ----------------------------------------------------------------------------- | ------------------------------------------------------------------------------------------- | ------------------------------------------------------------------------------- |
| 10 km velocidad (07.02)       | Raphaël Poirée Francia 30:11,9                                                | Ricco Groß · Alemania · 30:20,0                                                             | Ole Einar Bjørndalen · Noruega · 30:56,9                                        |
| 20 km individual (12.02)      | Raphaël Poirée Francia 51:37,9                                                | Tomasz Sikora · Polonia · 52:33,4                                                           | Ole Einar Bjørndalen · Noruega · 52:38,4                                        |
| 12,5 km persecución (08.02)   | Ricco Groß · Alemania · 38:53,83                                              | Raphaël Poirée Francia 39:07,1                                                              | Ole Einar Bjørndalen · Noruega · 40:10,43                                       |
| 15 km salida en grupo (15.02) | Raphaël Poirée Francia 40:31,7                                                | Lars Berger · Noruega · 41:04,1                                                             | Serguei Konovalov · Rusia · 41:07,9                                             |
| Relevos 4 × 7,5 km (13.02)    | Alemania · Frank Luck · Ricco Groß · Sven Fischer · Michael Greis · 1:17:50,3 | Noruega · Halvard Hanevold · Lars Berger · Egil Gjelland · Ole Einar Bjørndalen · 1:18:06,0 | Francia Ferréol Cannard Vincent Defrasne Julien Robert Raphaël Poirée 1:18:23,6 |

### Femenino
| Evento                          | Oro | Plata                                                                                  | Bronce                                                                                |
| ------------------------------- | --- | -------------------------------------------------------------------------------------- | ------------------------------------------------------------------------------------- |
| 7,5 km velocidad (07.02)        | Liv Grete Poirée · Noruega · 25:51,0                                                                    | Anna Bogali · Rusia · 26:11,6                                                          | Yekaterina Ivanova · Bielorrusia · Martina Glagow · Alemania · 26:44,2                |
| 15 km individual (10.02)        | Olga Pyliova · Rusia · 49:43,0                                                                          | Albina Ajatova · Rusia · 50:24,0                                                       | Olena Petrova · Ucrania · 51:24,5                                                     |
| 10 km persecución (08.02)       | Liv Grete Poirée · Noruega · 37:39,3                                                                    | Martina Glagow · Alemania · 38:00,6                                                    | Anna Bogali · Rusia · 38:42,6                                                         |
| 12,5 km salida en grupo (14.02) | Liv Grete Poirée · Noruega · 39:46,1                                                                    | Katrin Apel · Alemania · 41:10,0                                                       | Sandrine Bailly Francia 41:51,8                                                       |
| Relevos 4 × 6 km (12.04)        | Noruega · Linda Tjørhom · Gro Istad Kristiansen · Gunn Margit Andreassen · Liv Grete Poirée · 1:16:59,8 | Rusia · Olga Pyliova · Svetlana Ishmuratova · Anna Bogali · Albina Ajatova · 1:18:08,0 | Alemania · Martina Glagow · Katrin Apel · Simone Denkinger · Kati Wilhelm · 1:18:18,4 |

## Medallero
| Núm. | País        | Oro | Plata | Bronce | Total |
| ---- | ----------- | --- | ----- | ------ | ----- |
| 1    | Noruega     | 4   | 2     | 3      | 9     |
| 2    | Francia     | 3   | 1     | 2      | 6     |
| 3    | Alemania    | 2   | 3     | 2      | 7     |
| 4    | Rusia       | 1   | 3     | 2      | 6     |
| 5    | Polonia     | 0   | 1     | 0      | 1     |
| 6    | Bielorrusia | 0   | 0     | 1      | 1     |
| 6    | Ucrania     | 0   | 0     | 1      | 1     |
|      | TOTAL       | 10  | 10    | 10     | 30    |